# Encentrum oculatum
Encentrum oculatum är en hjuldjursart som beskrevs av Harry K. Harring och Myers 1928. Encentrum oculatum ingår i släktet Encentrum och familjen Dicranophoridae. Inga underarter finns listade i Catalogue of Life.